# Házi méh
A házi méh vagy nyugati mézelő méh (Apis mellifera), a köznyelvben gyakran egyszerűen csak méh, méhésznyelven bogár is, a mézet termelő méhfajok egyike. Háziasítása mintegy 6000 évvel ezelőtt kezdődött, és a selyemlepke mellett voltaképpen az egyetlen korán háziasított rovarfaj.
A méhészet ma is sok ember megélhetését biztosítja hazánkban és világszerte. A méhészetben főként mézet, de ezen kívül virágport esetleg propoliszt, méhviaszt, méhpempőt, méhmérget és tenyészállatokat is termelnek a méhészek. Megporzó tevékenysége miatt az egyik legfontosabb haszonállattá vált.
Mindezidáig 28 alfaját ismerték el; ezeket méhfajtáknak is nevezik. Az európai fajták az utolsó jégkorszak óta alakultak ki, miután a házi méh újra benépesítette a kontinenst. A fekete európai méh Európa északi területeiről Németországban, Svájcban és Ausztriában is elterjedt. Közép-Európa keleti részén, így a Kárpát-medencében a krajnai fajta a leggyakoribb. Az olasz fajtát az olasz területeken kívül is sok helyen elterjesztették, így Ausztráliába is betelepítették.
Több más méhfajtához hasonlóan a házi méh is államalkotó repülő rovar. Ázsiában a nem más tagjai is élnek, például a keleti mézelő, más néven indiai méh, a varroa atka eredeti gazdaállata.

## Történelem

Mézvadászat. Barlangrajz a középső kőkorból. Valencia, Spanyolország

Feltételezések szerint a házi méh eredetileg Indiából származik. Domesztikált állatként ma már világszerte elterjedt a mérsékelt és a trópusi égöv alatt.
A tudomány jelenlegi állása szerint az első méhfélék 100 millió évvel ezelőtt jelentek meg. A legrégebbi házi méhhez köthető lelet egy borostyánkő, amiben az ősméh hossza mindössze 2,95 milliméter. A kő Mianmarban került elő egy borostyánkőbányában.
Sok növényfaj megporzásában vesz részt, így kulcsszerepe van az ökoszisztémában.
Európában már évezredek óta használják a méhek által termelt mézet. Egy tizenkétezer éves barlangrajz Cuevas de Arañában (Bicorp, Valencia) ábrázol egy mézvadászt.
Közép-Anatóliában már 7000 évvel ezelőtt célzottan tartottak méheket, és Egyiptomban Kr. e. 2000 körül már fejlett méhészkedést folytattak. A méh Alsó-Egyiptom fáraójának hatalmi jelvényévé vált. A méhanya mint hieroglifa az uralmat jelentette. Ebben az ábrázolásban a fáraó volt a méhanya, és Egyiptom népe a dolgozók serege. A kasokat agyagból készítették, és tenyésztették is a méheket.
A zsidók szent iratai több helyen is említik a mézet. A termékeny földű gazdag országot, így Egyiptomot és Kánaánt tejjel-mézzel folyó földnek nevezik. A méz Keresztelő János egyik fontos tápláléka volt. A Talmud ír a méhek fejlődéséről és a rajzásról. Kasaikat szalmából fonták. Törvényük volt arra, hogy a méhraj azé, aki megtalálja.
Az ókori görögök Kr. e. 600 körül hozták első törvényeiket a méhtartás szabályozására. Ők már ismerték a méhanya szerepét a méhcsaládban, és ennélfogva eredményesen tenyésztették a méheket. Szétszedhető kasaik voltak, amiket keresztrudakkal merevítettek.
VIII. Orbán pápa címerében három méh szimbolizálta a munkát, a takarékosságot és az édességet.

## Megjelenése
A méh államalkotó rovar, több tízezer egyede él együtt egy családban.
A méhcsaládot eltérő morfológiájú és eltérő funkciót betöltő egyedek, kasztok alkotják. A méhkirálynő 22 milliméter, a here 20 milliméter, a dolgozó pedig mintegy 16 milliméter hosszú. Néhány afrikai méhfajta ennél kisebb termetű. A méhanya teste hosszúkás; a here fullánktalan és potroha lekerekített. A méhek színe fajtától függően az aranysárgától a sötétbarnáig (feketéig) változik, gyakran a potroh csíkozott. A csíkozást a potrohgyűrűk alapjánál világos, egyébként sötétebb színe adja. Szőrének színezete sárgásbarna; a szőrzet az idősebb egyedeken elkopik, és előbukkan a csillogó kitinpáncél. Szívó-nyaló szájszerve van. Nagy, összetett szemeik vannak, ezek nem látják a piros színt, viszont érzékelik az ibolyántúli sugárzást. A herék összetett szeme nagyobb, mint a nőnemű egyedeké. A méhek három kisebb pontszemükkel csak közelre látnak.
Szárnyerezete megkülönbözteti más méhfajoktól. Sőt, az erezet alapján maguk a méhcsaládok is azonosíthatók. Repülés közben erőteljes repülőizmai mozgása tartja a levegőben. Tori izmainak rezegtetésével a dolgozó segíthet meleget termelni a kaptárban. Szárnyainak rezegtetésével meleg napokon hűtheti a levegőt. Szárnyizmaikkal a méhek hangot is tudnak kelteni, amire ritkán kerül sor. A fiatal anyák kelés előtt vartyognak, kelés után tütülnek. Tánc közben is szoktak hangot adni a méhek. Az anyák felismerhetők arról, hogy potrohuk túllóg a szárnyukon.
Mirigyek választják ki a méhviaszt, amelyet lépsejtek felépítésére használnak. A hátsó lábak tollszerű sörtéin megtapad a virágpor. A középső lábakon lévő merev sörtékkel seprik a „kosárkába” a virágport a mellről és az elülső lábakról. A hátsó lábakon található a „kosárka” vagyis a pollenzacskó. A nektár lenyelése után a nyelőcsövön végigmenve a mézgyomorba kerül, ahol nincs emésztés, de a garatmirigyek által termelt enzimek működésbe lépnek, és átalakítják a nektárt, például elkezdik lebontani az összetett cukrokat. A mézgyomrot és a gyomrot egy akaratlagosan is mozgatható egyirányú csapóajtó választja el. A mézgyomorban tárolt nektárt a dolgozó hazaviszi, és visszaöklendezve átadhatja társainak, vagy betöltheti egy sejtbe.
A legtöbb méhfaj fegyvere a fullánk. Vannak fullánktalan méhek is, amelyek rágóikkal harcolnak. A dolgozók fullánkján számos apró, visszafelé hajló horog van; ez beleszakad az elasztikus bőrbe, így a dolgozó elpusztul, miután a fullánkját használva, emlőst szúr meg, ellenben ha kitinen hatol át, akkor vissza tudja húzni a fullánkját (például: viaszmoly testéből). A méhanya vissza tudja húzni a fullánkját emlős bőréből is, mert fullánkján csak 3-5, szemben a munkásméh fullánkjával, amin 21-25 visszahajló horog van. Ez gondoskodik arról, hogy a fullánk bentmaradjon a megszúrt emlős bőrében, és a méregmirigyekkel együtt kiszakadjon a méhből. Ekkor a méregmirigyet körbevevő izmokat az idegek mozgatni kezdik. Ez belepumpálja az „áldozat” bőrébe a méreghólyag tartalmát. A magyar köznyelv számos más nyelvtől eltérően csípésnek nevezi a folyamatot, habár tulajdonképpen szúrásról van szó, amit a tudományos és a méhésznyelv így is nevez. A fullánk tulajdonképpen módosult tojócső, mely eredeti funkcióját elvesztette. Az anya csak rajzás közeli állapotban használja. A fullánk behatolásával egyidejűleg riasztó feromon szabadul fel, ami arra készteti az arra járó vagy repülő többi méhet is, hogy fullánkját az adott ellenségbe szúrja, lehetőleg az előző csípés közelében, mivel ott érződik a legerősebben a feromon szaga. Egy csípéssel 0,1 mg méreg jut az ellenség testébe.
A méhészek füsttel szokták megelőzni a szúrást, amikor kaptárt bontanak.

## Szaporodása és életmódja
A házi méh euszociális faj, tehát olyan nagy családokban él, ahol az egyedek többsége nem szaporodik, hanem rokonait támogatja a szaporodásban. Nyár közepén egy egészséges család 40 000-80 000 egyedből áll. Egy egészséges családon belül csak a méhanya rakja a petéket. A megtermékenyített petékből nőstények kelnek ki. Ezek lehetnek nemileg aktív utódok, tehát újabb méhanyák. Túlnyomó többségük azonban nemileg nem aktív nőstény, a dolgozók. Ők is raknak néha petéket (álanya), ha nincs a családban méhanya, de az álanya által rakott peték nincsenek megtermékenyítve, így ezekből a petékből csak „herék”, azaz hímnemű méhek lesznek. Ez a „szűznemzés”, a parthenogenezis. Herék csak az év egy szakaszában vannak; ennek ideje az éghajlattól függ. Magyarországon többnyire valamikor augusztusban van a hereűzés, amikor a dolgozók kiéheztetik a heréket, és nem is engedik vissza őket a kaptárba, ha kirepültek. Ezután csak anyátlan vagy álanyás családban lehet heréket találni egészen a következő év tavaszáig.
A méhek haplodiplod ivarmeghatározási rendszert mutató állatok, a megtermékenyített, diploid petékből nőstények, a megtermékenyítetlen, haploid petékből pedig hímek fejlődnek. Hím utódot, azaz herét tehát az anya és a dolgozók is képesek létrehozni.
A fiatal anyák 3-6 napos koruktól kirepülnek párzani, ha napos, szélcsendes az idő. A petézés megkezdése előtt akár több alkalommal is kirepülhetnek. Akár 20 herével is pározhatnak. A here ivarszerve beleszakad az anyába, így a here hamarosan elpusztul. A párzáskor kapott spermiumokat az anya elraktározza, és a továbbiakban ebből termékenyíti meg petéit. Ha két hétig nem tud kirepülni, akkor már nem tud párzani, és herepetéző lesz. Az anya idősebb korban is herepetézővé válhat, ha elfogytak a hímivarsejtjei. Összeférhetetlenség miatt a saját testvérei nem tudják megtermékenyíteni a fiatal anya petéit. A genetikai sokféleség előnyös a tél túléléséhez. Kísérleti körülmények között a genetikailag egységes családok többet gyűjtöttek, több utódot termeltek, ám készleteiket már decemberre felélik, és éhen halnak, illetve megfagynak.
Az anya naponta akár 1500 petét is rakhat. A heresejtekbe hím, a dolgozósejtekbe és az anyabölcsőkbe nőstény petét rak. A nőnemű utódból attól függően válik anya vagy dolgozó, hogy milyen sejtben nő fel, és hogy mivel etetik. A petéből 3 nap múlva kel ki az álca. 3 napig minden álca méhpempőt kap; az anyaálcát végig méhpempővel etetik. A lárva 8 nap múlva bebábozódik, majd a kifejlett állat újabb egy hét múlva kel ki a bábból. A fejlődés ideje függ a kaszttól és a hőmérséklettől. Az európai fajtáknál az anya 16, a dolgozó 21, a here 23 napig fejlődik. Az afrikanizált méhek gyorsabban fejlődnek, ott az anyák már 14 naposan kelnek. Vannak más, gyorsabban felnövő hibridek is, amelyek így immunisak az atkára.

## Állomány
A házi méh tartása az egész világon elterjedt tevékenység, mivel ezek a méhek fontos szerepet játszanak az élelmiszer-ellátásban és a mezőgazdaságban. 2021-ben a házi méhből több mint 110 országban tartottak, és az éves állomány nagysága meghaladta a 101 millió darab méhcsaládot.
A világ legnagyobb háziméh-tartói közé tartozik India, Kína, Törökország, Irán és Etiópia. Ezek az országok a 2021-es állományuk alapján az első öt helyen álltak. 2021-ben Indiában volt az éves világ háziméh-állományának a 12%-a.

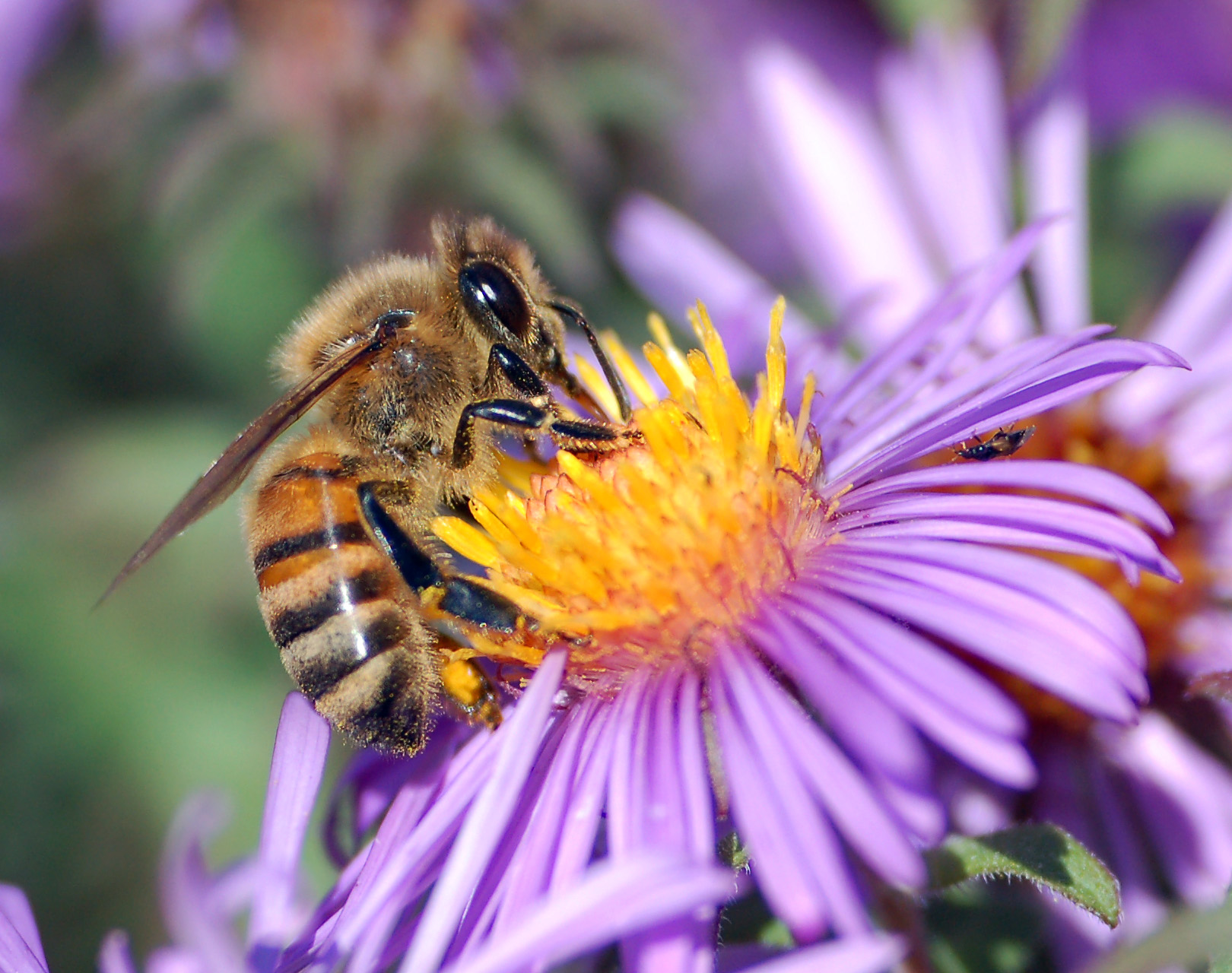
Dolgozó nektárt gyűjt virágból

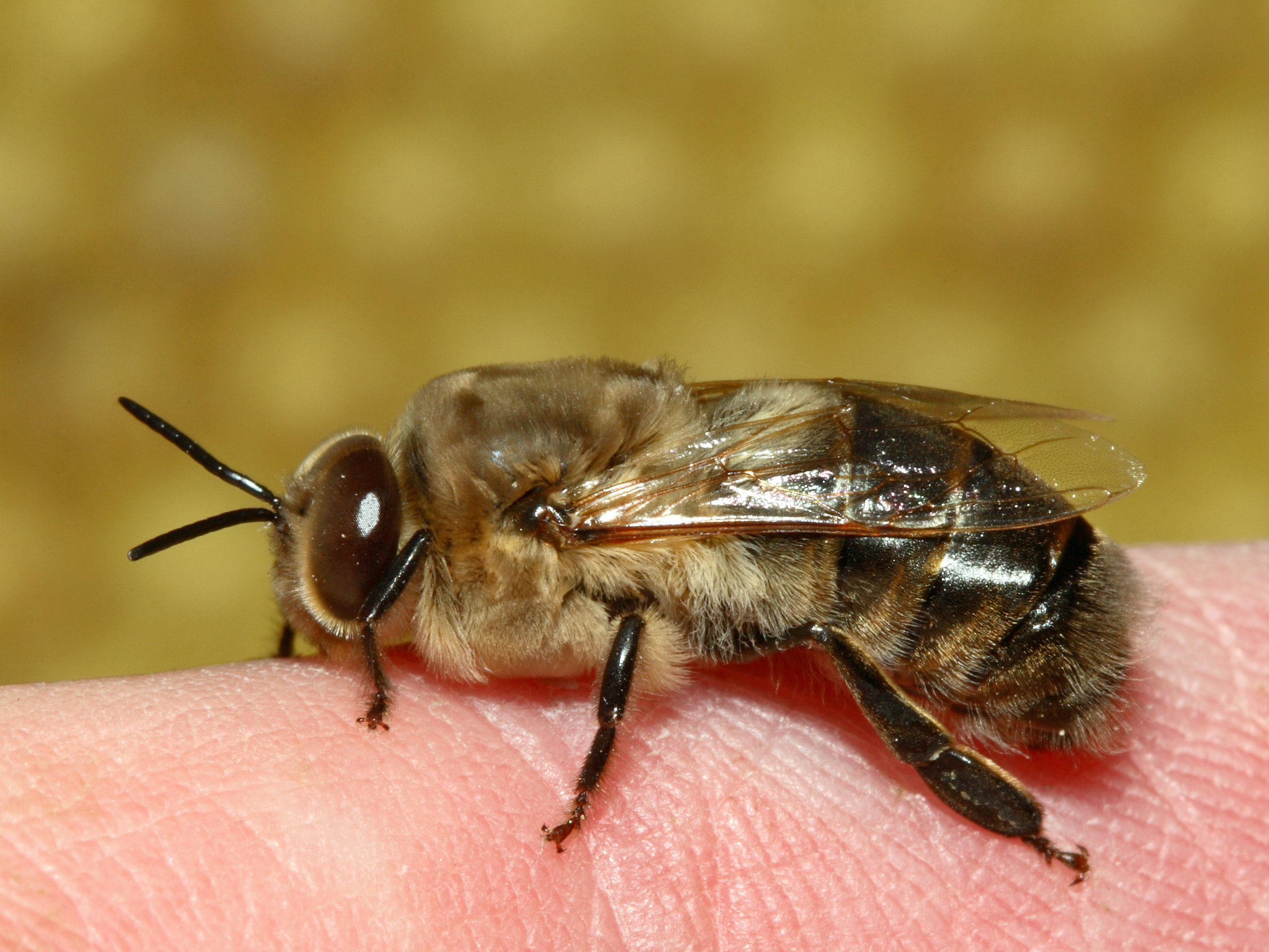
Here (hím méh)

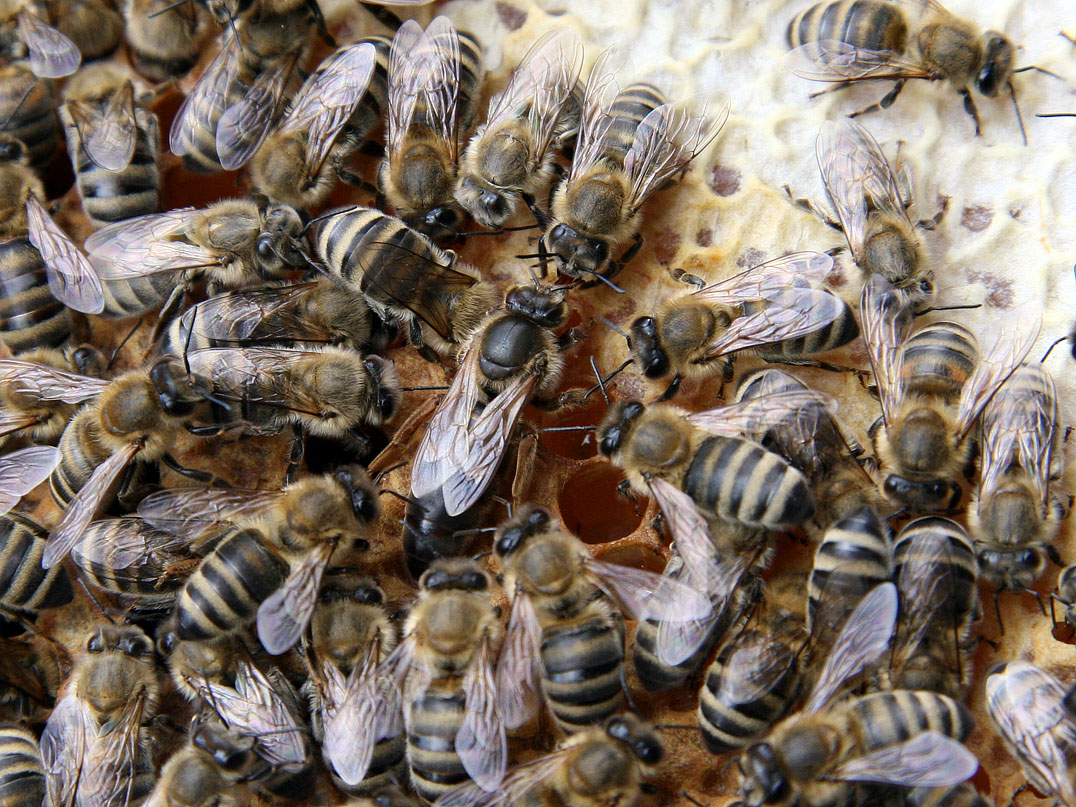
Méhanya lányai körében. Az egyik dolgozó éppen eteti

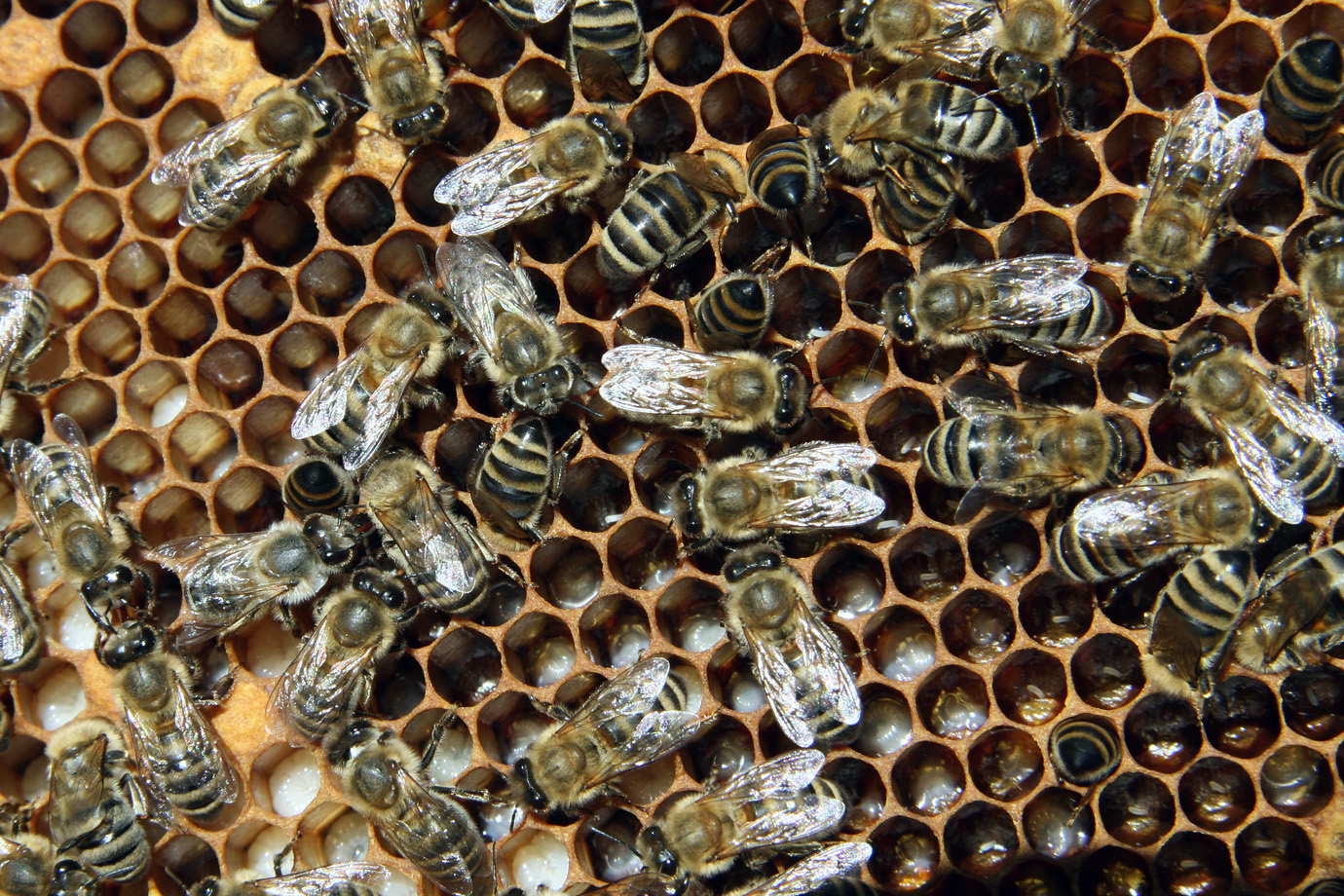
Vegyes életkorú fiasítás: jobbra peték, középen fiatal, balra idős álcák. A fedett sejtek bábokat tartalmaznak

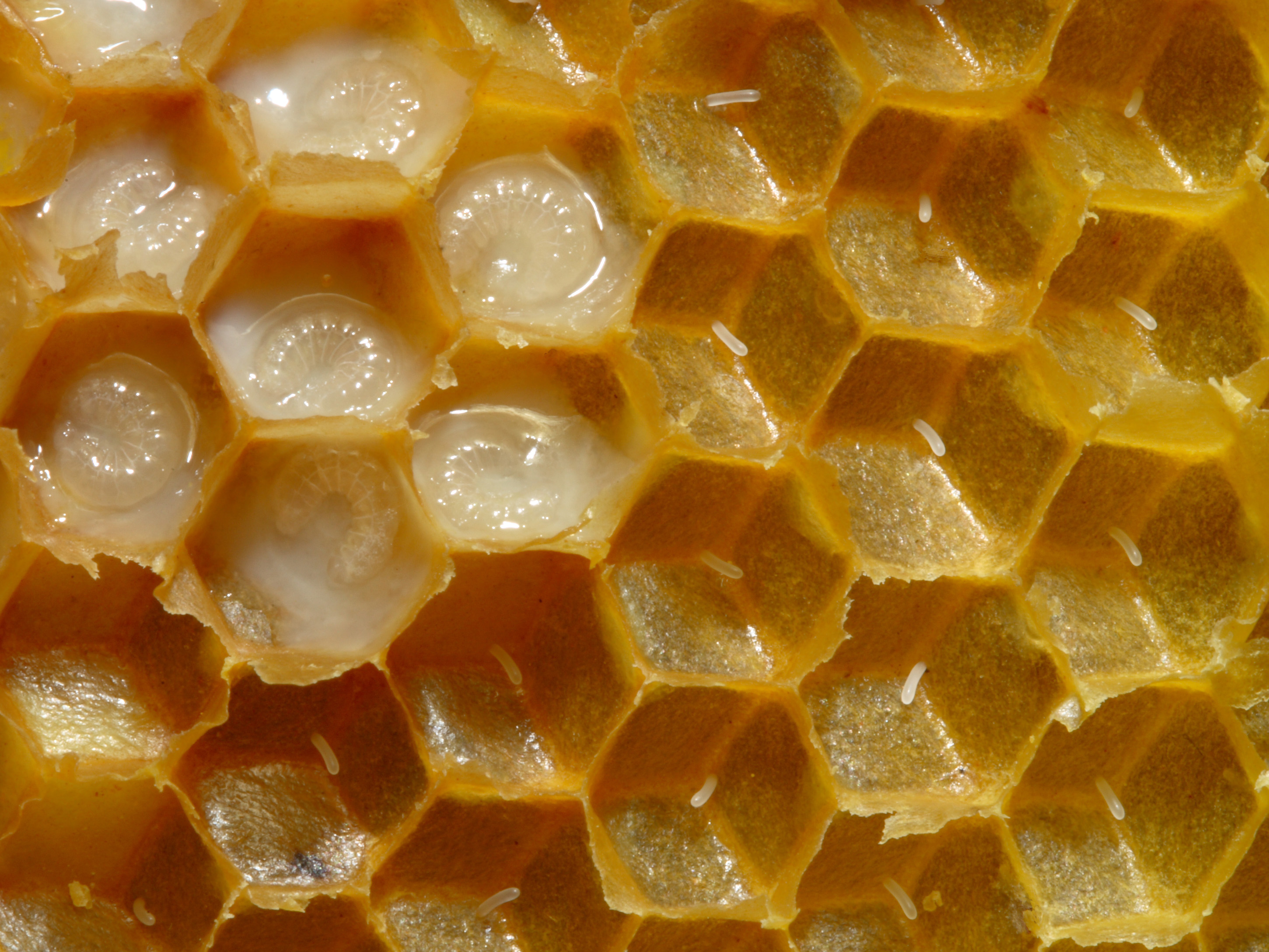
Lárvák és peték a lép sejtjeiben

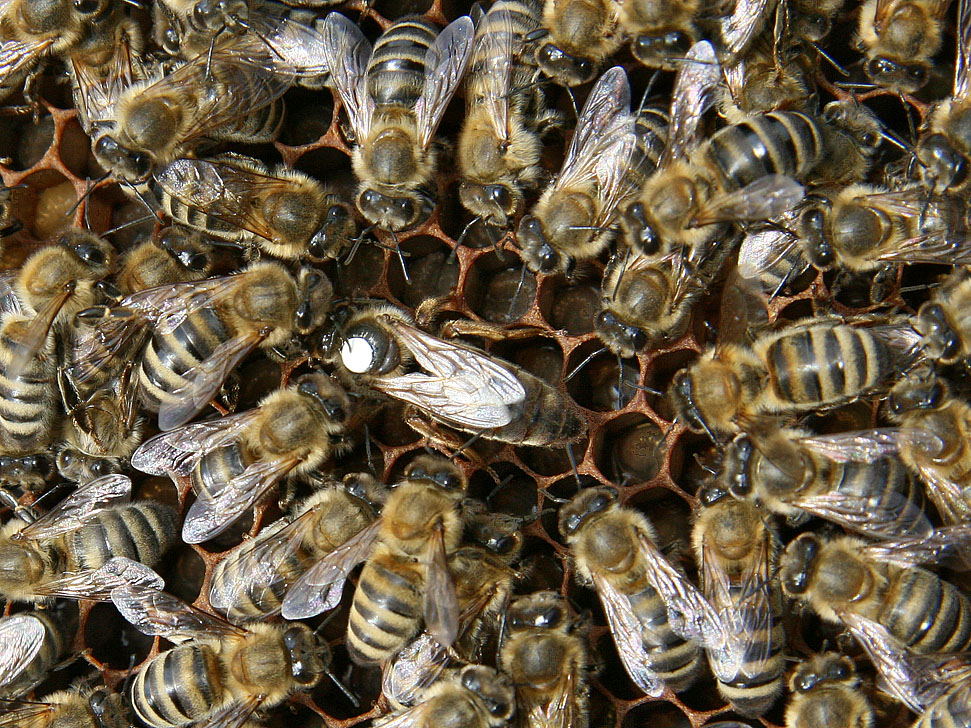
Megjelölt méhanya (méhkirálynő) és a dolgozók

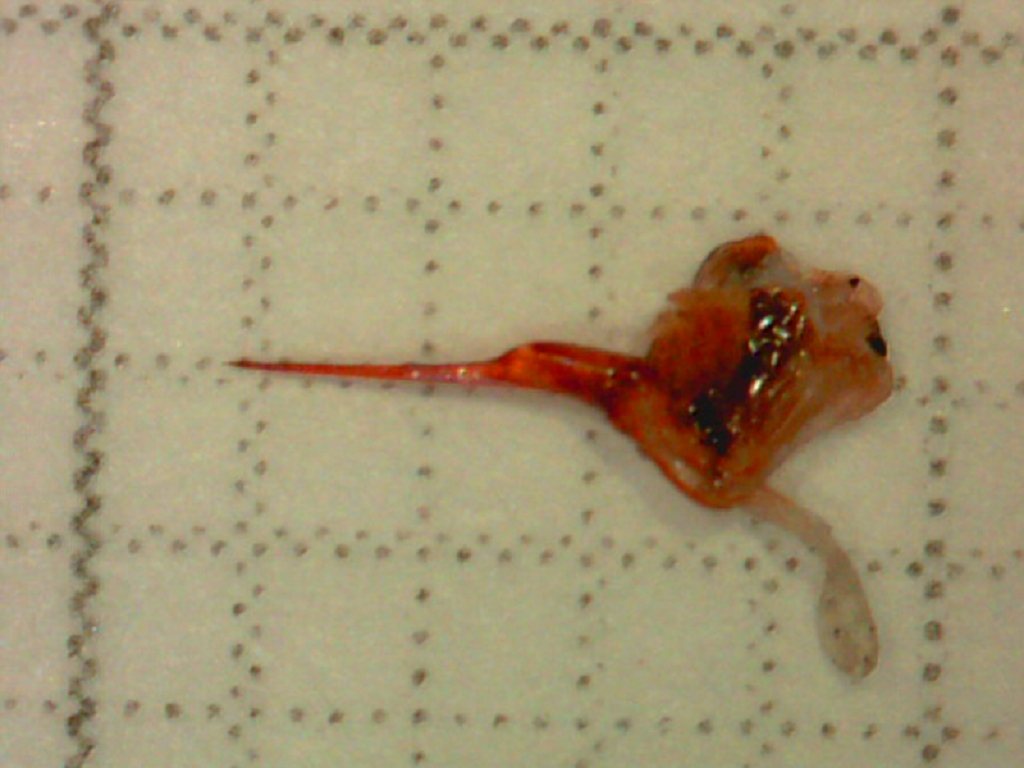
Dolgozó fullánkja. Ebben a nagyításban nem láthatók a horgok

## Rajzás

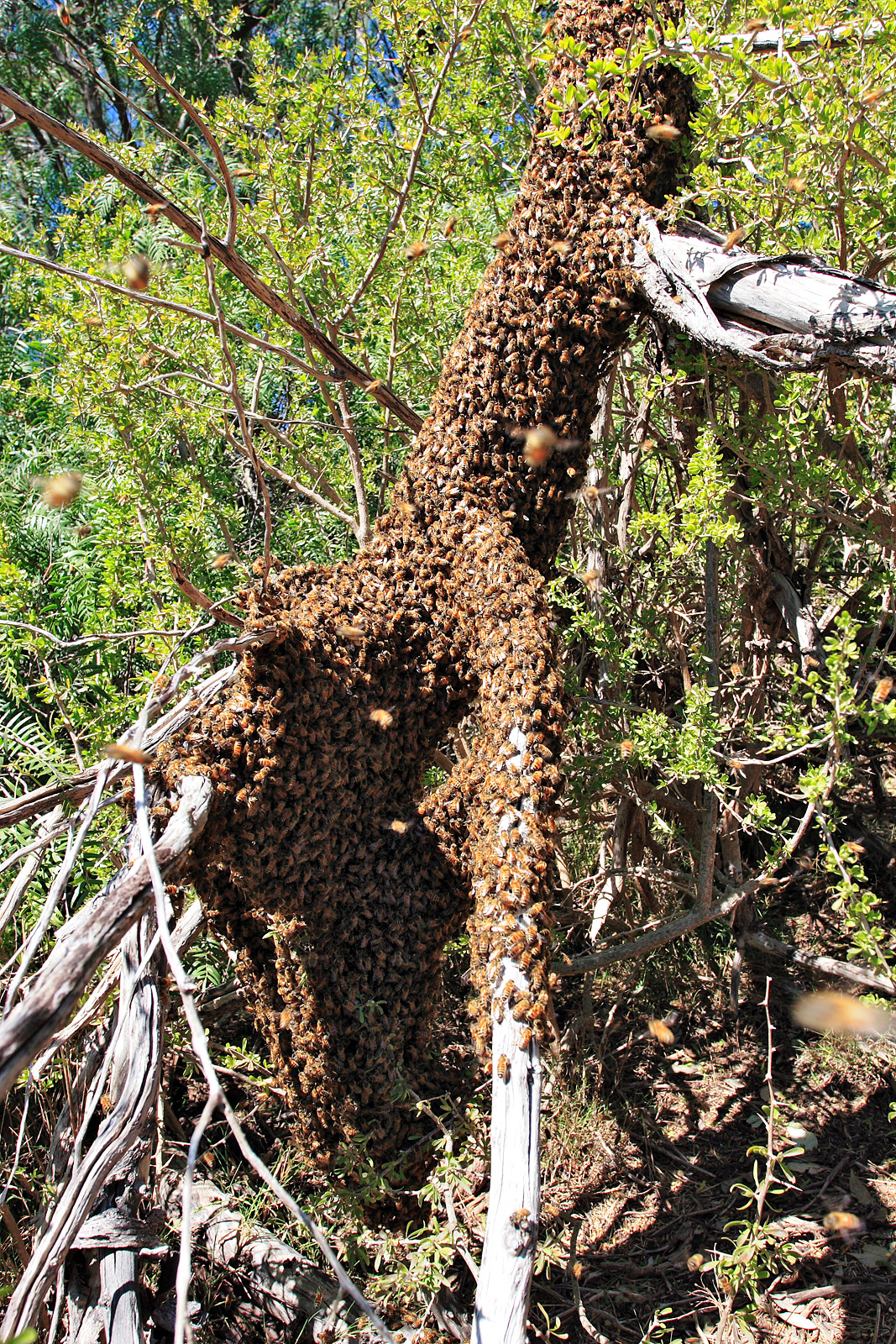
Méhraj egy kidőlt fa törzsén

Ha a család nagysága elér egy bizonyos méretet, akkor az kirajozhat. A rajzási hajlamot növeli a zsúfoltság, és az, hogy a sejtek is tele vannak. Az anya nem tud dolgozni, mert alig van üres sejt. Az építők nem tudnak dolgozni, mert már minden ki van építve. A dajkák nem tudnak dolgozni, mivel kicsi a fiasítás. Rajzás közeli állapotban a méhek csüngenek a röpdeszkán, ún. tőgyelnek. Végül a család a rajzás mellett dönt. Az anya bepetézi az anyabölcső-kezdeményeket, amelyeket a dolgozók hamarosan kiépítenek. Az anya beszünteti a petézést, lefogy. Mielőtt kikelnének a fiatal anyák, elindul a rajzás. A rajzás előtti nap már senki sem dolgozik. A rajzás előtt azok, akik elmennek, még megtöltik gyomrukat mézzel.
Rajzásra Magyarországon többnyire májusban vagy júniusban kerül sor. A júliusi rajok jellemzően valamilyen betegség miatt menekülnek el otthonról. A rajzás 10 és 14 óra között történik. A raj aznap ritkán megy 20 méternél messzebb a kaptártól, és másnap megy tovább. A rajban a méhek szelídek, nem szoktak szúrni. Legjobb estefelé, vagy hajnalban begyűjteni őket. A raj nagyját belerázzák egy papírzsákba, egy kasba vagy egy dobozba, majd egy kaptárba teszik az új családot. Jó esetben az anya is köztük van, és a kintmaradtak majd megtalálják. Rossz esetben a műveletet meg kell ismételni.
A méhészek nem szeretik a rajzást, mivel már nem fog termelni a kirajzott család abban az évben. Különböző módszerek vannak a rajzás megelőzésére.

## Letelepedés
A forró égövön kívül a méheknek fel kell készülniük a téli nyugalomra. Az új helynek biztosítania kell a védelmet a hideg ellen. A bejáratnak nem szabad túl tágasnak lennie ezért viszonylag kicsik, hogy ellenségeik, például a hangyák és a darazsak behatolását megnehezítse. A tavasz végi–nyár eleji rajzás elég időt hagy arra, hogy az új család kiépíthesse otthonát és elegendő készletet halmozzon fel télire.
Felderítők keresnek alkalmas lakóhelyeket, s a megtalált üreg helyét tánccal jelzik. Napjában többször is megszakítják táncukat, hogy visszatérjenek a helyszínre. Ha az üreg túlságosan nedves lesz, vagy túlzottan felmelegszik, akkor abbahagyják a táncot. A helyszínt más dolgozók is felkeresik, akik szintén többször megvizsgálják az üreget. A felderítők különböző helyeket választanak, de készek felülvizsgálni álláspontjukat, ha valamelyik társuk jobb helyet talál. Miután csak egy alkalmas hely maradt, a raj útnak indul, élén a felderítőkkel, akik feromonokkal mutatják az utat. A célnál a bejárathoz repülve további nyomjelző feromont juttatnak a levegőbe.

## Fészeképítés
A lépeket viaszból építik, amelyet kis lemezek formájában a hasukon levő viaszmirigyek választanak ki. Ezt az építők akkor is termelik, ha már nincs hely építésre. A sejtekben tárolják a mézet, a virágport, és itt nevelik a fiasítást. A méz energiaforrás, fűtő- és üzemanyag. A méh a testfolyadékában levő cukortartalom nagyobb ingadozását elviseli, mint az ember a vércukorét. A virágpor fehérjetartalma a méh testének felépítéséhez szükséges, ezért különösen a fiasításnak és a dajkáknak van rá szüksége. A méz lehet virágméz, vagy származhat mézharmatból, ami a levéltetvek cukros váladéka. Ilyen például a fenyőméz. A mézharmatmézet a méhészek rendszerint elveszik, mivel támogatja a nozémát.
Mivel a méhcsaládban sok rovar él együtt egy viszonylag szűk helyen, a körülmények ideálisak lennének a kórokozók számára. Védekezésül a méhek propoliszt készítenek különféle növények (tölgyek, égerek, fenyők, napraforgó) gyantájából, és ezzel tömítik a kisebb nyílásokat, repedéseket, egyenetlenségeket. Ez megöli a behurcolt spórákat, vagy lassítja fejlődésüket. A fiasításhoz használandó sejteket is vékony propoliszréteggel vonják be.

## Táplálkozás

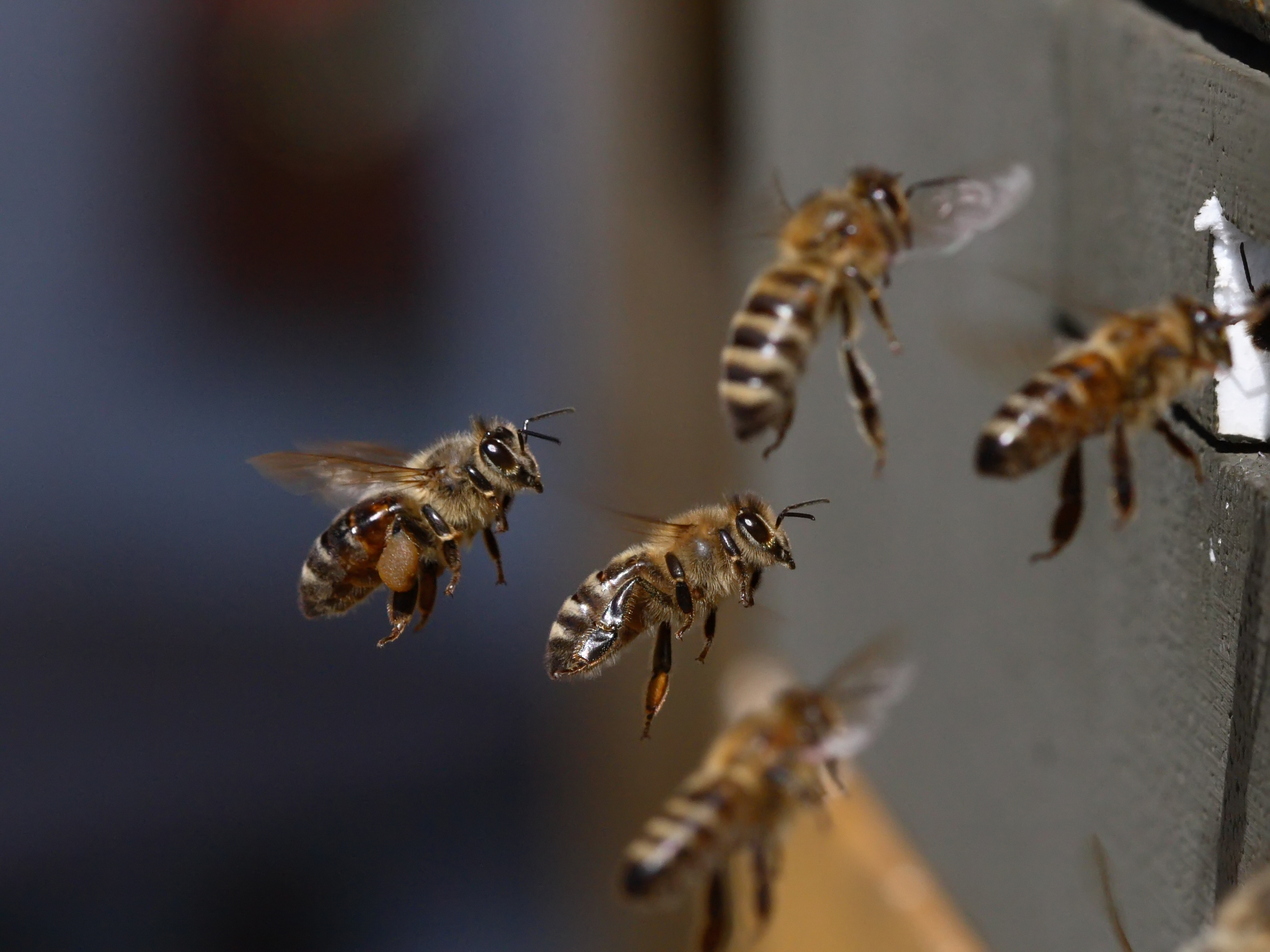
Dolgozók érkezése a kaptárba virágporral és virágpor nélkül

Táplálékuk nektár és virágpor. Ezt az idősebb dolgozók gyűjtik a virágzó növényekről. A nektárt a mézgyomorban, a virágport a hátsó lábukon található dús szőrzeten, a kosárkában szállítják. Az el nem fogyasztott napi hordást feldolgozzák és elraktározzák; így készítenek mézet és méhkenyeret a szűkösebb időkre, amikor vagy nem tudnak kirepülni, vagy nem találnak elég táplálékot. A méz csak akkor őrzi meg minőségét, ha víztartalma legfeljebb 18%; ekkor a mézet viaszréteggel lezárják, pecsételik. A mézet elfogyasztás után vissza kell nedvesíteniük, hogy hasznosulhasson. Ehhez a kifejlett méhek használhatják a saját anyagcseréjük által termelt vizet, de a fiasításhoz ez nem elég. Ha van fiasítás, akkor az öregek kirepülnek vízért. Rossz időben csak kevesen térnek vissza mézgyomrukban az értékes vízzel.
A fiatal dolgozók életük egy szakaszában méhpempőt termelnek, és ezzel etetik az anyát, ami elengedhetetlen a petetermeléshez. Ezzel etetik a fiatal és az anyaálcákat is. A méhpempő tejszerű, és virágporból és nektárból készítik. 

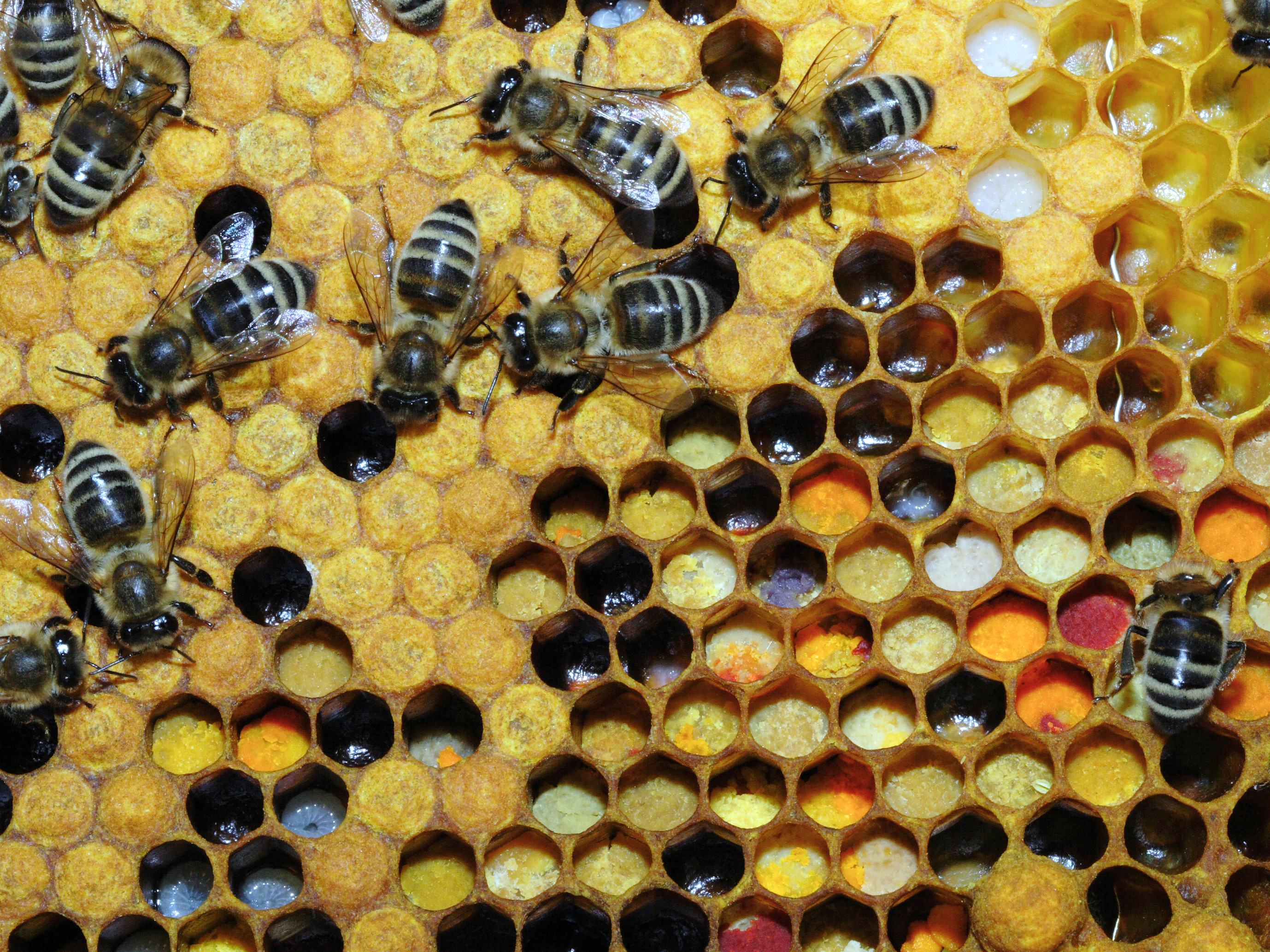
A virágport a fiasításhoz közeli sejtekben tárolják. Itt a fiasítás már le van fedve

Az anya várható élettartama 3 év, legfeljebb 5 év, a here és a dolgozó nyáron körülbelül 6 hétig él. A téli méhek élettartama hosszabb, ők ősztől tavaszig élnek, amíg fel nem nevelik az új nemzedéket. A krajnai fajta egyedei 12%-kal tovább élnek. Egyes megfigyelések szerint a német fekete méheknél az anyák akár 8 évig is élhetnek.
Ha egy enyhe téli vagy kora tavaszi napon a hőmérséklet eléri a 10 °C-ot, akkor a méhek kirepülnek kiadni a belükben felgyülemlett bélsarat. Ezt a bél egy külön szakasza tárolja több hétig, vagy akár hónapokig is. Az egészséges méhek nem ürítenek a kaptárban. Ha a méhész mégis talál ürüléket, akkor az nozémára utal.
A repülés nagyon energiaigényes. Ezt a nektár vagy a visszahígított méz fedezi. Teli gyomorral indulva a legtöbb fajta 5 km-re, a krajnai és a buckfast méhek akár 8 km-re is el tudnak repülni. Ilyen hosszú útra azonban csak ritkán vállalkoznak, többnyire a kaptár 1 km-es körzetében gyűjtenek. 10 °C alatt nem tudnak repülni, kihűlnek és elhullanak. A legtöbb rovar ennél hidegebbet is kibír.
A méh vérnyirka glükózt tartalmaz, szemben a legtöbb rovarral, amelyekben trehalóz kering. Ennek következménye a méhek érzékenysége a hideggel szemben, viszont ez teszi őket képessé arra, hogy az aktív időszakban a kaptárat és télen a telelőfürt közepét állandó 35 °C-on tartsák.

## Tájékozódás
A méhek másként látják a színeket, de emellett látják a fény polarizáltságát is. Nyomon követik a Nap útját is az égen; mindezek lehetővé teszik az égtájak pontos meghatározását. Amikor a méh áll, akkor összetett szemeinek felbontása alacsony. Mozgás, különösen repülés közben a felbontóképesség megnő. Az összetett szemet alkotó pontszemek nem fókuszálhatók. Az általuk alkotott képekből és az elmozdulásokból interpolációval jön létre a látott kép.
A látás mellett a szaglás is segíti a méhet tájékozódni. A cél közelében már inkább erre hagyatkozik. A méhek életében fontos szerep jut a szaganyagoknak a kommunikációban.

## Kommunikáció

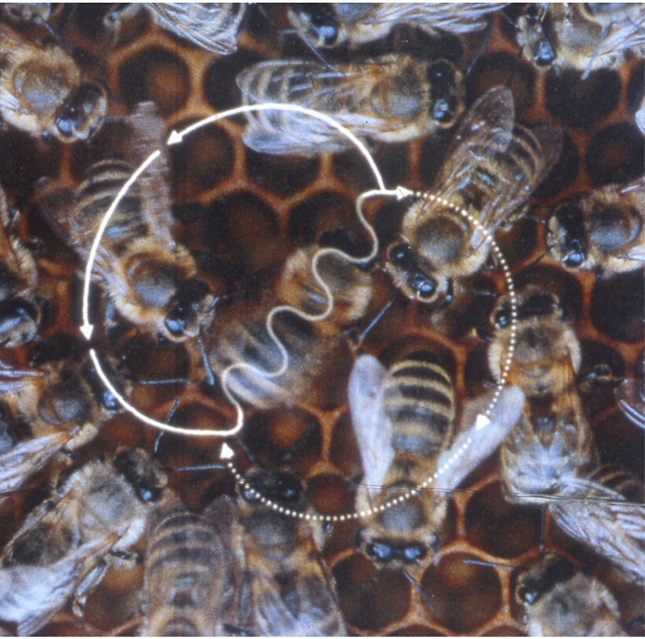
Riszáló tánc

A kommunikáció a méhek több érzékét is érinti. Kiszagolható feromonok jelzik az anyát és életkorát. Az anyatermék emellett még leállítja a dolgozók petefészekműködését is. Ha a család elveszti anyját, akkor egy idő múlva néhány dolgozó elkezd petét termelni; de mivel nem párosodik, ezekből a petékből mind herék lesznek. Az álanyák külsőre nem különböztethetők meg a többi dolgozótól. Feromon jelzi a méhcsalád otthonát és a nászrepülés hírét. Ez utóbbit még akkor is képesek kiszagolni, ha egyetlen molekula jut egy köbméterre.
A méhek mozgásos kommunikációját táncnak nevezik. Még azt is táncnak tekintik, ha a méh idegesen futkározik a lépen. A borbélytánc tisztogató mozdulatokat jelent. Ezzel arra kéri a méh társait, hogy tisztogassák meg például a propoliszhoz hozott gyantától. Legismertebbek a helyet jelző táncok, amelyeket Karl von Frisch fedezett fel. Ezekkel jelzik a táplálékforrás, a víz vagy az új fészek helyét. Ezekkel a helyet centiméteres pontossággal képesek megadni. A körtánc közeli, a riszáló tánc távoli helyeket ad meg, és a táncos kóstolót is ad a gyűjtött nektárból vagy virágporból. Van tánc, amivel azt jelzi a méh, hogy kész elvenni a hozott nektárt, és van tánc, amivel új gyűjtőméheket toboroznak a fiatal belső munkások közül.

## Hőszabályozás

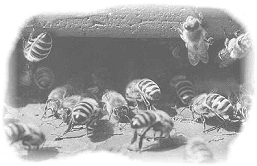
Légáramoltatással a kaptárt hűtő méhek

A méhek csak akkor tudnak repülni, ha testhőmérsékletük legalább 35 °C. Ha testhőmérsékletük 30 °C-ig csökken, akkor le kell szállniuk, hogy remegéssel felmelegítsék magukat. A fiasítás ugyanilyen hőmérsékletet igényel a fejlődéshez. Továbbá a viasz feldolgozásához is ez a legjobb hőmérséklet.
A rajfürt maghőmérséklete 35 °C, héjának hőmérséklete a külső hőmérséklettől függ. A telelőfürtben a héj hőmérséklete 20-22 °C.
A legjobb külső hőmérséklet a gyűjtéshez 22-25 °C, de mindenképpen alacsonyabbnak kell lennie, mint a tartósan elviselhető legmagasabb testhőmérséklet, mivel mozgás, különösen repülés közben sok hő termelődik, amit le kell adni. 38 °C fölött hőnyugalomra vonulnak a méhek. 10 °C alatt megdermednek, ezért nem mennek ki, ha a kinti hőmérséklet ennél alacsonyabb.
Rövid ideig elviselik az 50 °C-ot is, amire a darazsak nem képesek. Az indiai méh is képes erre, és ezt használja ki arra, hogy elpusztítsa a darazsak felderítőit. A méhek gömbhéj alakzatban körülveszik a darazsat, és szárnyaik rezegtetésével elkezdik melegíteni. A darazsak érzékenyebbek a hőre, ezért elég 45 °C-ra felmelegíteni, hogy végezzenek vele. Mivel így a felderítő nem tud visszatérni a családjához, ezért a méhek megmenekülnek.

### Hőszabályozás a fürtben
A rajfürtben a külső rétegek tetőszerűen fednek. Az itteni hőmérséklet a külső hőmérséklethez igazodik, de annál 2-3 °C-kal magasabb. Indulás előtt nem sokkal a héj hőmérséklete is 35 °C. A fölös hőmérsékletet leadják a környezetnek. Ha a maghőmérséklet túl magasra nő, akkor a raj átrendeződik. A méhek folyosókat képeznek, amelyeken át a bent levők és a kintiek helyet tudnak cserélni. A folyosók segítik a levegő áramlását is. Ha a külső rétegben a hőmérséklet kritikusan lesüllyed (13–17 °C), akkor az ottani méhek remegéssel hőt termelnek, és megindulnak befelé.
Ha kint hűvös van, akkor a raj összetömörödik. Meleg időben a raj fellazul, hogy így megelőzzék a túlmelegedést. A magban levő méheket, köztük az anyát passzívan tartják melegen, míg a külső réteg méhei remegéssel termelnek hőt. A raj tagjai nem közlik egymással a hozzávetőleges hőmérsékletet; az egyes méhek egymástól függetlenül, a többi hely hőfokának ismerete nélkül változtatnak helyet.
A telelőfürt hőmérsékletét hasonlóan szabályozzák.

### Hőszabályozás a fészekben
Ha a fészek túl meleg, akkor a méhek szárnyukkal legyezgetik a levegőt. Ez a bejáratnál is látható. Az öregek vizet hoznak, és annak párologtatásával a benti munkások tovább csökkentik a hőmérsékletet.
30 °C alatt a fiasítás elpusztul vagy rendellenesen fejlődik. Hogyha lehűlés fenyeget, akkor a méhek összebújnak a fiasításon, és a fiasításban maradt üres sejtekbe is belebújnak. Remegéssel termelnek hőt a fiasítás melegen tartásához.

## Gyérítő tényezők
A méhekre legnagyobb veszélyt az atkák (ázsiai méhatka, légcsőatka) és egysejtűek jelentik, de sok problémát okoz a növényvédőszerek nem megfelelő, vagy túlzott használata is. Ezek közül a méhek számára veszélyesek a neonikotinoid hatóanyagok, Clothianidin, Thiacloprid, Imidacloprid, Thiamethoxam, fenilpirazolt (Fipronil) és piretroidot, valamint a Chlorpyrifos vagy Dimethoat hatóanyagokat tartalmazó szerek, ezeket célszerű lenne kiváltani. 2018-ban az Európai Unió államainak többsége a neonikonitoidok betiltásáról döntött. Néhány tagállam, köztük Magyarország is, az agrovegyipari lobbi mellé állva a betiltás ellen szavazott. Természetes ellensége több madár, így például a gyurgyalag, a fecske, jó néhány fullánkosdarázs- (pl: Philanthus triangulum), rablólégy- és pókfaj.
A méhek betegségeit vírusok, baktériumok, gombák okozzák. Megkülönböztetjünk a kifejlett méhek és a fiasítás betegségeit. Vannak más tényezők, amelyek zavarják a családot, hőveszteséget, éhezést okoznak, növelik a betegségek iránti fogékonyságot, vagy hasonlókkal járnak.
A főbb betegségek:
- Atka ázsiai méhatka (Varroa destructor) élősködő, a legfőbb veszély
- Deformált szárny vírus
- Légcsőatkakór, bejelentésköteles, Magyarországon nem jelentős
- Nozéma bélbetegség, hasmenést és éhezést okoz
- Nyúlós költésrothadás, rohadt trutymó, gyógyíthatatlan, bejelentésköteles
- Enyhe költésrothadás, bejelentésköteles
- Költésmeszesedés
- Költéskövesedés
- Tömlős költésrothadás
- Feketekór
- Kaptárelhagyás, CCD (Colony Collapse Disorder) egy rejtélyes jelenség[18]
- Malphigi-amőba
- Kis kaptárbogár (Aethina tumida). Az utóbbi időben elterjedt kártevő, mely már megtalálható Észak-Amerika nagy részén, és Ausztráliába is behurcolták.[19] Csak ugyanazokra a vegyszerekre érzékeny, amikre a méhek is, így nem lehet ellene kémiailag védekezni.

A méhek mézének megszerzésére évszázadokig használt módszer a méhek leölése volt, amely úgyszintén nem tett jót az állománynak. Ezt a legtöbb országban (Magyarországon 1947-ben) a földművelésügyi és mezőgazdasági minisztériumok megtiltották.

## Jelentősége

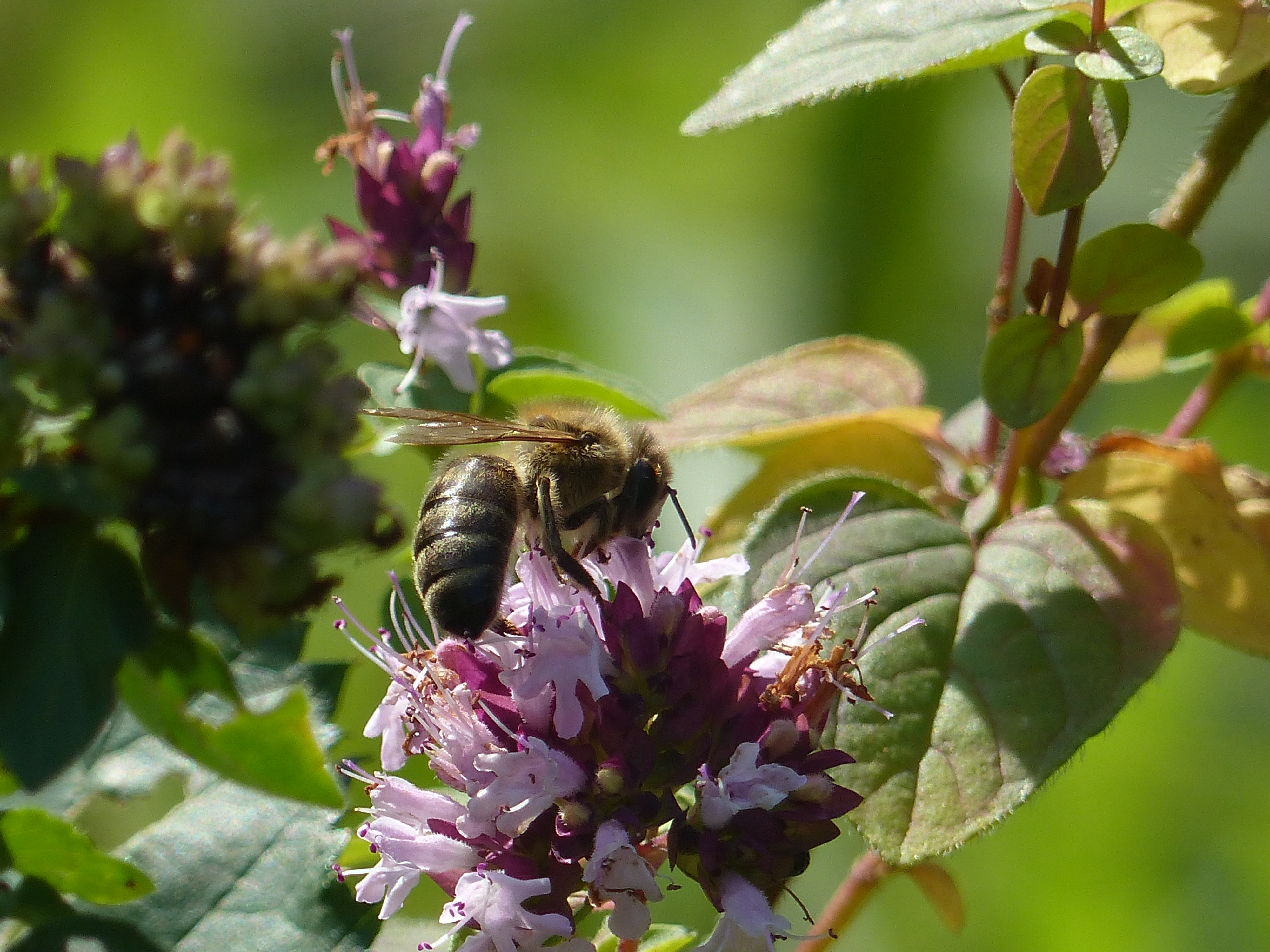
Legelő méh

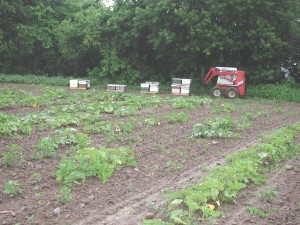
Beporzásra telepített kaptárak

A mérsékelt szélességi övben a házi méh a virágos növények fő beporzója. A növények 80%-a idegenmegporzást igényel, és ezek 80%-át méhek is beporozhatják. Ezt a beporzó képességüket hasznosítják is. Magyarországon elég nagy a méhsűrűség ahhoz, hogy ez ne legyen gond. Vannak országok, ahol a kertészek, gazdák méhészeket bérelnek, hogy odavigyék a családjaikat beporozni a gyümölcsfákat, mivel eltűntek onnan a többi természetes beporzók a fészkeik lerombolása miatt. A házi méhek és a többi beporzó által termelt nyereséget a mezőgazdaságban összesen évi 153 milliárd euróra becslik a nyugati országokban. Így a házi méh a marha és a sertés után a harmadik legnagyobb hasznot hajtó háziállat. A becslések a 100 legfontosabb rovarmegporzású termesztett növényt veszik tekintetbe.
Az ember a megporzás mellett hasznosítja a mézet, a virágport, a méhviaszt, a propoliszt és a méhpempőt.

## Bánásmód
Méhek közelében a szúrás esélye csökkenthető nyugodt, lassú mozgással. Csak akkor szúrnak, ha magukat vagy családjukat veszélyben érzik. A saját pusztulását érző méh is visszatámad; ezért nem ajánlott leütni, elpusztítani, különösen a kaptárak környékén nem, mert a feromon hatására a többi méh is segítségére siet. A virágport és nektárt gyűjtő méhek néhány különösen ideges fajtától eltekintve nem agresszívak. A méh nyugodtságára utal, ha nyugodtan zümmög, és lassan száll virágról virágra. Ha viszont idegesen cikázik, és magas hangon zümmög, akkor jobb lesz visszavonulni. Egyébként, még ha az ember orrára is száll, akkor is inkább csak körülnéz, és nem fog támadni.
Ha a szobában egy méhet el akarunk kapni, akkor nem szabad utána kapni, mert azt támadásnak tekinti. Azonban, ha lassan megközelítjük, akkor ránk mászik. Hogyha idegeskedni kezd, akkor egy időre meg kell állni, mielőtt még kivinnénk. Az ablakon mászó méh megfogható gyufásskatulyával vagy üvegpohárral is. A skatulyát kihúzva rátesszük a rovarra, majd lassan rátoljuk a skatulya külsejét. Az üvegpoharat rátesszük, majd alátolunk egy papírt. Ezután kivihetjük és kiengedhetjük.
A rajban levő méhek ritkán szúrnak, ezért a rajt még azok is megközelíthetik, akik nem értenek a méhészkedéshez. Ha a szemlélő túl sokáig marad a raj közelében, akkor a raj egy része rátelepszik. A legjobb, ha méhészt hívnak. Ha nem ismernek méhészt a környéken, akkor hívhatják a tűzoltókat, ők tudnak méhészt hívni.

## Kutatása
A méhek tudományos kutatása úgy 300 évvel ezelőtt kezdődött el. Azóta egy külön tudományág foglalkozik a méhekkel, viselkedésükkel, megporzó és méztermelő tevékenységükkel. Több német egyetemen is tanszéke van. Magyarországon egyedül Gödöllőn végeznek kutatásokat.

### Genomja
A házi méh genomját megszekvenálták. A kutatók szerint 10 157 gént és 238 millió bázispárt tartalmaz. Az ember genomja tízszer ekkora. A gének között 163 szagreceptort, de csak 10 ízreceptort találtak. Az újonnan felfedezett virágpor- és nektárhasznosítást lehetővé tevő gének mellett azt találták, hogy a házi méhnek más rovarokhoz képest kevesebb génje van a veleszületett immunitásra, a méregtelenítésre és kutikulatermelésre. 
Populációgenetikailag eredeti hazája Afrika, és Európába két hullámban települt be.

## Fő fajták
Közép-Európa

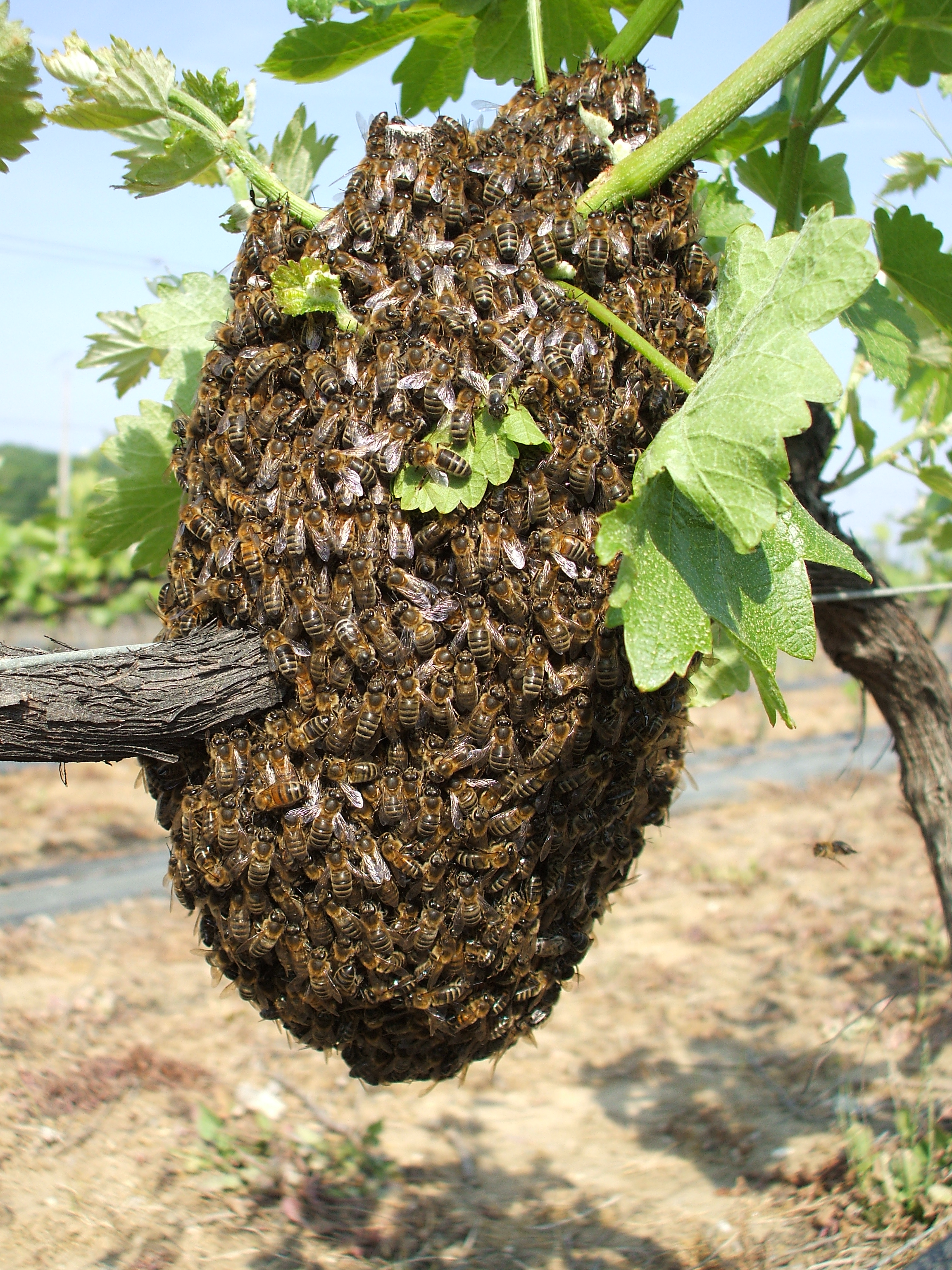
Méhraj egy szőlőtőkén. Rajzáskor egy-egy fürt több száz, akár ezer méhet is rejthet magában

Közép-Európában a legtöbb méhészetben két méhfajtát ismernek elː
- Krajnai méh (szürke carnica)
- Buckfast méh

Európa északi fele
- Északi méh (sötét méh)

Dél-Európa
- Olasz méh

Egyéb, európai fajták
- Ciprusi méh (Apis mellifera cypria)
- Görög méh (Apis mellifera cecropia)
- Makedón méh (Apis mellifera macedonica)
- Máltai méh (Apis mellifera ruttneri)
- Spanyol méh (Apis mellifera iberiensis)

## Rokon fajok
A házi méhhel rokon faj az óriás méh (Apis dorsata), amely a trópusokon él, és egyetlen hatalmas, szabálytalan alakú, fán függő lépet épít.

## A kultúrában
A firenzei Barberini család címerében méhek voltak. VIII. Orbán pápa is közülük származott.
Napóleon mint császár szintén méhes címert készített magának. Ezzel a régi frank hagyományt akarta követni: I. Childerich Meroving király sírjában is méhábrázolásokat találtak.
A méh mint szimbólum a szorgalmat jelenti. A méh helyett használják a méhkast vagy a lépet is.

## Fordítás
- Ez a szócikk részben vagy egészben  a   Westliche Honigbiene című német Wikipédia-szócikk fordításán alapul.  Az eredeti cikk szerkesztőit annak laptörténete sorolja fel. Ez a jelzés csupán a megfogalmazás eredetét és a szerzői jogokat jelzi, nem szolgál a cikkben szereplő információk forrásmegjelöléseként.